# 소위
소위(少尉/육군, 공군, 해병대 : Second Lieutenant/해군, 해안경비대 : Ensign)는 군대 계급 중 하나이다. 장교가 사관후보생에서 훈련을 받고 임관하면 곧바로 주어지는 계급이다. 대한민국 국군 소위의 계급장은 은색 다이아몬드 한개이다. 대부분 소대장이며 일부 부대의 경우 중대장이나 참모를 하기도 한다.
처음 장교가 되면 신임장교 지휘참모과정에 입교하는데 입교 직전에 소위로 임관하기도 하고 신임장교 지휘참모과정을 수료한 직후에 소위로 임관하기도 한다.
본래 사관후보생이 훈련을 완전히 이수하고 난 뒤 장교로 임관하면서 최초로 이 계급이 주어지는 경우가 대부분이지만 일본의 자위대와 프랑스의 외인부대를 포함한 극히 일부의 부대에서는 준위에서 소위로 진급하기도 한다. 프랑스 외인부대의 경우, 이런 소위는 전체의 5% 정도 된다. 가능은 하지만 진급하기는 어렵다. 자위대의 경우 사관학교에 해당되는 방위 대학교를 졸업하면 원사에 해당되는 조장으로 임관하며 사관후보교육을 더 받은 뒤 준위로 진급한다. 이후 신임장교 지휘참모과정을 수료한 직후 소위로 진급한다. 미국의 경우, 군 복무기간 3년 이상에 나이 만 40세 이하일 경우라면 중사나 상사에서 따로 GTG(Green to Gold) 과정을 지원해서 장성급 장교와 1:1 면접을 거친 후 합격하면 계급장을 소위로 바꿔달고 다시 군복무를 한다.
호칭의 경우, 미국에서는 소위(세컨드 루테넌트), 중위(퍼스트 루테넌트)를 그냥 짧게 루테넌트(중위)라고 부르기도 한다.중령(루테넌트 커널), 대령(커널)을 그냥 짧게 커널(대령)이라고 부르기도 한다. 루테넌트(중위), 캡틴(대위), 메이저(소령), 커널(대령), 제네럴(장군) 이렇게 크게 다섯가지 계급으로 부른다.
추가적으로 미국에서는 소위를 계급장 모양을 본따 'Butterbars', 'Nuggets'라고도 부르며 갓 임관한 경험없는 소위를 조롱의 어조로 훈련받지 못한 노새를 의미하는 'Shavetail'이라고 부르기도 한다.
소위는 무조건 소대장이라고 생각하겠지만 그것은 보병 부대에 한해서이며 보직에 따라 소위의 휘하병력이 천차만별이 된다.
- 육군 : 소대장
- 해군 : 부정장(副艇長)
- 공군 : 
  - 정비 : 초급정비장교.
  - 조종 : 편대원 및 훈련, 학생 조종사.

- 특전사 부중대장 : 병력 없음.
- 향토 및 동원사단 중대장 : 8명
- 기갑여단 소대장 : 전차 3대 내지는 4대[1]
- 특공연대 소대장 : 12명
- 보병사단 소대장(간편) : 22명
- 보병사단 소대장(완편) : 33명
- 상비사단 대대 본부중대장 : 100명[2]
- 포병여단 전포대장 : 120명[3]
- 특전사 시설대장[4] : 300명[5]

## 계급장
대한민국 국군 계급장

| 위관 (尉官) |             | 육군(포제 정장) | 육군(견장) | 육군 | 해군 | 해병대 | 공군 |
| 위관 (尉官) | 소위 (少尉) |                 |            |      |      |        |      |

## 각 국의 호칭
- 대한민국 국군, 중국 인민해방군, 조선인민군 : 소위
- 미군
  - 육군, 해병대, 공군, 우주군 : Second Lieutenant
  - 해군, 해안경비대 : Ensign
- 일본 자위대
  - 육상자위대 : 삼등육위(三等陸尉)→산토오 리쿠이
  - 해상자위대 : 삼등해위(三等海尉)→산토오 카이이
  - 항공자위대 : 삼등공위(三等空尉)→산토오 쿠우이
- 독일 연방군
  - 육군, 공군 : 소위(Leutnant)→로이트난트
  - 해군 : 소위(Leutnant zur See)→로이트난트 주어 시